# Apogonia sulcaticeps
Apogonia sulcaticeps är en skalbaggsart som beskrevs av Conrad Ritsema 1898. Apogonia sulcaticeps ingår i släktet Apogonia och familjen Melolonthidae. Utöver nominatformen finns också underarten A. s. scabra.